# امسه هونیادی
امسه هونیادی (انگلیسی: Emese Hunyady؛ زادهٔ ۴ مارس ۱۹۶۶) اسکیت‌باز سرعت اهل اتریش بود.